# Clubras

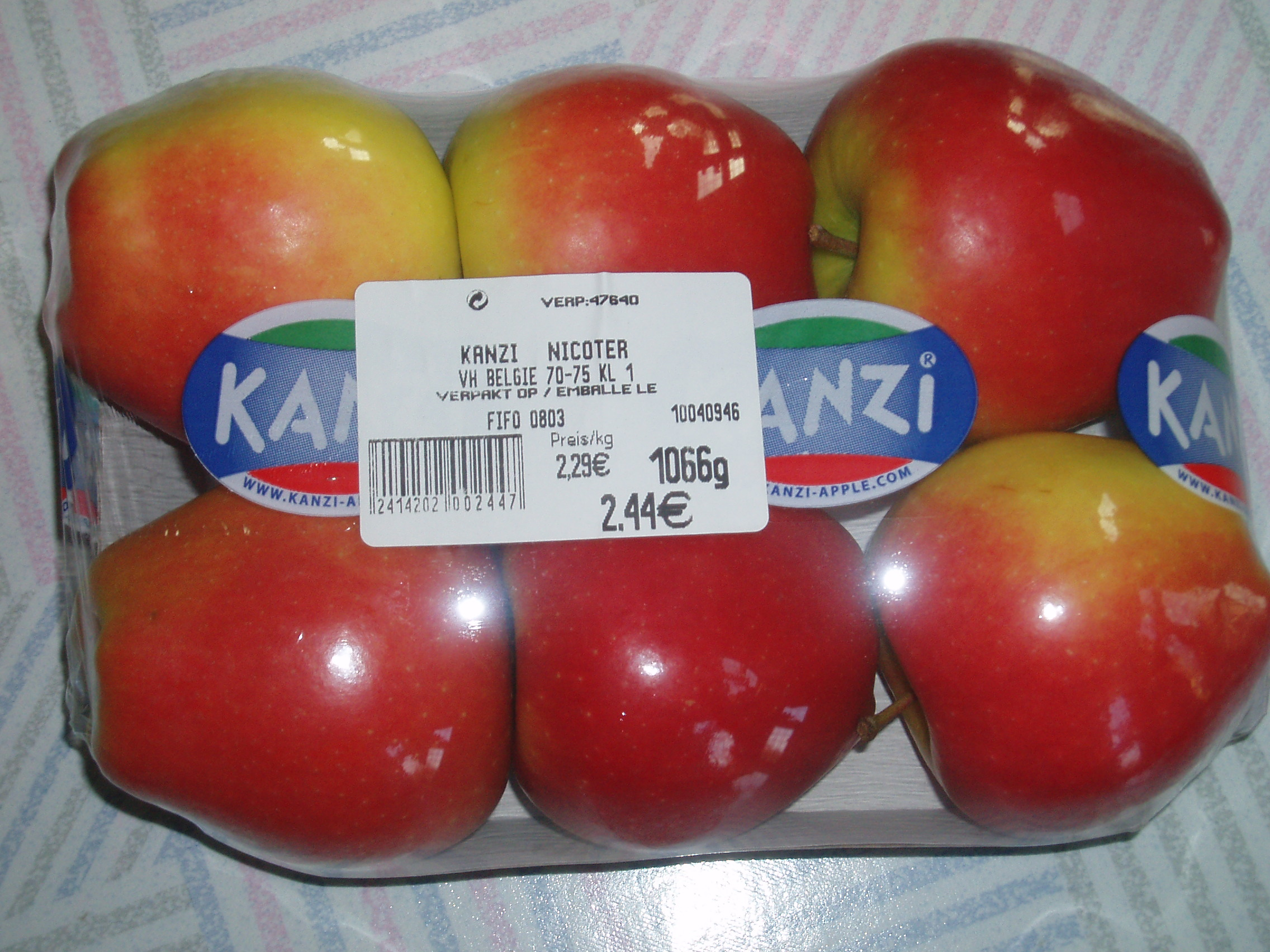
Kanzi, een clubras.

Bij fruit wordt een onderscheid gemaakt tussen clubrassen en vrije rassen. Een clubras (ook conceptras genoemd) is een nieuw, gepatenteerd ras dat wordt geteeld volgens een clubsysteem. Dit betekent dat een beperkt aantal personen of organisaties de rassen op de markt brengen en verhandelen volgens een vaste marketingpolitiek en een vast promotiebeleid. Een vrij ras mag geteeld worden zonder dergelijke voorwaarden.

## Het clubsysteem
Nieuwe fruitrassen ontstaan vaak door het kruisen van bestaande rassen en worden dikwijls gemaakt door professionele kwekers. Deze nemen er dan een patent op, enerzijds om eraan te verdienen, maar anderzijds ook om de kwaliteit te kunnen garanderen. Vooral sinds de jaren 2000 gaan licentiehouders werken met een “clubsysteem”. Zij bepalen wie mag telen en hoeveel er geteeld mag worden en hoe de afzet gebeurt. Telers moeten “lid” worden van de “club”. Dit betekent dat een fruitteler niet zomaar kan beslissen om ras X te gaan telen, als ras X een clubras is. Een “club” houdt in dat er slechts een beperkt aantal mensen met het ras bezig zijn: de club bepaalt wie en hoe het fruit vermarkt wordt, welk promotiebeleid gevoerd wordt, welke prijzen gelden, hoeveel geteeld mag worden en hoe er geteeld moet worden.

Om voorgaande te garanderen wordt met iedere teler die toegelaten wordt tot de club een contract afgesloten. De fruitteler betaalt royalty’s aan de octrooihouders. Meestal betaalt de teler eenmalige royalty’s: per plant een bedrag bij het aanplanten (wanneer het om fruitbomen gaat, noemt men dit boomroyalty). Daarnaast betaalt de teler jaarlijks nog royalty’s per hoeveelheid verkocht fruit (merkenroyalty).

Bij vrije rassen is dit niet het geval: de teler bepaalt dan zelf wat en hoeveel hij aanplant en betaalt geen royalty’s. Het onderscheid tussen clubrassen en vrije rassen is niet absoluut. Er bestaan veel tussenliggende gradaties: bedrijven die enkel een boomroyalty vragen en geen merkenroyalty, rassen die deels volgens een clubsysteem worden geteeld, maar deels ook anders, enzovoort.

## Toepassingsgebied van clubrassen
Het systeem van clubrassen is volop in opkomst. Het grootste deel van de nieuwe rassen wordt op deze manier op de markt gebracht. Het bekendst is de toepassing van het systeem bij hardfruit (appels en peren).
Voorbeelden van clubrassen zijn Kanzi, Jazz, Junami en Pink Lady bij de appels en Sweet Sensation en Corina bij de peren. In 2010 waren 15% van de appels clubrassen. Doch ook bij kleinfruit zoals aardbeien, frambozen, blauwe bessen en bramen zijn clubrassen in opkomst. De tendens naar meer clubrassen is een wereldwijde tendens.

## Voor- en nadelen van clubrassen

### Voordelen
- Het clubsysteem stimuleert innovatie.[7]
- Het clubsysteem zorgt voor een kwaliteitsgarantie, wat voor zowel de consument als de producent een meerwaarde is.
- Voor de telers biedt het systeem het voordeel dat heel de marketing verzorgd wordt door de club.
- De markt wordt bij succes ook niet overspoeld door een wildgroei van telers in hetzelfde ras omdat de aanplant gecontroleerd gebeurt. Het evenwicht tussen vraag en aanbod wordt nauwgezet opgevolgd. De telers zijn dan ook zeker van hun afzet, wat het risico van de investering aanzienlijk beperkt.[8]
- De opvolging van de markt maakt dat de telers hogere prijzen krijgen voor hun producten.

### Nadelen
- De teler verliest een stuk vrijheid omdat hij zich moet houden aan de strenge regels van de club. Zo moet er bijvoorbeeld meer gedund worden.
- De investeringen die gevraagd worden van de telers zijn hoger dan die voor vrije rassen.
- De hogere prijzen maken het fruit voor de consument duurder.
- Bij schade, bijvoorbeeld door hagel, is het verlies groter omdat het om duurder fruit gaat. Om dit te voorkomen wordt sneller geïnvesteerd in bijvoorbeeld hagelnetten.